# Fußball-Verbandsliga Schleswig-Holstein 2007/08
Die Verbandsliga Schleswig-Holstein wurde zur Saison 2007/08 das 61. Mal ausgetragen und bildete den Unterbau der viertklassigen Oberliga Nord. Der Erstplatzierte qualifizierte sich zur Aufstiegsrunde für die neue Regionalliga Nord. Die Mannschaften auf den sieben letzten Plätzen mussten in die Bezirksoberliga absteigen.

## Vereine
Im Vergleich zur Saison 2006/07 veränderte sich die Zusammensetzung der Liga folgendermaßen: Die zweite Mannschaft des VfB Lübeck war in die Oberliga Nord auf-, während der VfR Neumünster und die zweite Mannschaft von Holstein Kiel wieder aus der Oberliga Nord abgestiegen waren. Die vier Absteiger hatten die Verbandsliga verlassen und wurden durch die vier Aufsteiger Itzehoer SV (Wiederaufstieg nach einer Saison), ETSV Weiche Flensburg, Heikendorfer SV und Breitenfelder SV (alle drei erstmals in der höchsten Amateurliga Schleswig-Holsteins) ersetzt. Die Liga spielte 2007/08 mit 19 Mannschaften.
| Verein                | Stadt        | Kreis                 | Qualifikation                           |
| --------------------- | ------------ | --------------------- | --------------------------------------- |
| Holstein Kiel II      | Kiel         |                       | Absteiger aus der Oberliga Nord         |
| VfR Neumünster        | Neumünster   |                       | Absteiger aus der Oberliga Nord         |
| TSV Kropp             | Kropp        | Schleswig-Flensburg   | Meister 2006/07                         |
| FT Eider Büdelsdorf   | Büdelsdorf   | Rendsburg-Eckernförde | 2. Platz 2006/07                        |
| Husumer SV            | Husum        | Nordfriesland         | 4. Platz 2006/07                        |
| FC Kilia Kiel         | Kiel         |                       | 5. Platz 2006/07                        |
| Rot-Weiß Moisling     | Lübeck       |                       | 6. Platz 2006/07                        |
| Flensburg 08          | Flensburg    |                       | 7. Platz 2006/07                        |
| SV Eichede            | Steinburg    | Stormarn              | 8. Platz 2006/07                        |
| SC Comet Kiel         | Kiel         |                       | 9. Platz 2006/07                        |
| FC Dornbreite         | Lübeck       |                       | 10. Platz 2006/07                       |
| TSV Altenholz         | Altenholz    | Rendsburg-Eckernförde | 11. Platz 2006/07                       |
| SV Todesfelde         | Todesfelde   | Segeberg              | 12. Platz 2006/07                       |
| Heider SV             | Heide        | Dithmarschen          | 13. Platz 2006/07                       |
| TSV Bargteheide       | Bargteheide  | Stormarn              | 14. Platz 2006/07                       |
| Itzehoer SV           | Itzehoe      | Steinburg             | Aufsteiger aus der Bezirksoberliga West |
| ETSV Weiche Flensburg | Flensburg    |                       | Aufsteiger aus der Bezirksoberliga Nord |
| Heikendorfer SV       | Heikendorf   | Plön                  | Aufsteiger aus der Bezirksoberliga Ost  |
| Breitenfelder SV      | Breitenfelde | Herzogtum Lauenburg   | Aufsteiger aus der Bezirksoberliga Süd  |

## Saisonverlauf
Die Meisterschaft sicherte sich die zweite Mannschaft von Holstein Kiel. Da die erste Mannschaft bereits die Qualifikation zur Regionalliga Nord erreicht hatte, verzichtete er auf die Teilnahme an der Aufstiegsrunde. Da die Oberliga Nord aufgelöst wurde, mussten die Mannschaften auf den letzten sieben Plätzen aus der Verbandsliga absteigen: der ETSV Weiche Flensburg und der Breitenfelder SV nach einer Saison, der SV Todesfelde nach drei Spielzeiten, der FC Dornbreite nach zwei Spielzeiten, der SV Eichede und der TSV Bargteheide nach fünf Jahren, Rot-Weiß Moisling nach acht Jahren.

### Tabelle
| Pl. | Verein                    | Sp. | S  | U  | N  | Tore    | Diff. | Punkte |
| --- | ------------------------- | --- | -- | -- | -- | ------- | ----- | ------ |
| 1.  | Holstein Kiel II (A)      | 36  | 28 | 6  | 2  | 113:260 | +87   | 90     |
| 2.  | VfR Neumünster (A)        | 36  | 24 | 7  | 5  | 086:310 | +55   | 79     |
| 3.  | TSV Kropp (M)             | 36  | 23 | 6  | 7  | 094:480 | +46   | 75     |
| 4.  | FT Eider Büdelsdorf       | 36  | 22 | 4  | 10 | 098:470 | +51   | 70     |
| 5.  | Heider SV                 | 36  | 16 | 13 | 7  | 062:390 | +23   | 61     |
| 6.  | Flensburg 08              | 36  | 18 | 5  | 13 | 074:600 | +14   | 59     |
| 7.  | Heikendorfer SV (N)       | 36  | 15 | 8  | 13 | 058:550 | +3    | 53     |
| 8.  | SC Comet Kiel             | 36  | 15 | 6  | 15 | 058:580 | ±0    | 51     |
| 9.  | TSV Altenholz             | 36  | 13 | 8  | 15 | 065:710 | −6    | 47     |
| 10. | Husumer SV                | 36  | 14 | 4  | 18 | 058:560 | +2    | 46     |
| 11. | FC Kilia Kiel             | 36  | 13 | 5  | 18 | 068:820 | −14   | 44     |
| 12. | Itzehoer SV (N)           | 36  | 11 | 8  | 17 | 047:670 | −20   | 41     |
| 13. | SV Todesfelde             | 36  | 10 | 9  | 17 | 044:610 | −17   | 39     |
| 14. | ETSV Weiche Flensburg (N) | 36  | 10 | 8  | 18 | 044:750 | −31   | 38     |
| 15. | Breitenfelder SV (N)      | 36  | 9  | 10 | 17 | 053:780 | −25   | 37     |
| 16. | FC Dornbreite             | 36  | 10 | 7  | 19 | 045:720 | −27   | 37     |
| 17. | SV Eichede                | 36  | 9  | 8  | 19 | 044:730 | −29   | 35     |
| 18. | TSV Bargteheide           | 36  | 9  | 6  | 21 | 036:860 | −50   | 33     |
| 19. | Rot-Weiß Moisling         | 36  | 7  | 4  | 25 | 045:107 | −62   | 25     |

| (M) | Staffelsieger der Verbandsliga Schleswig-Holstein 2006/07 |
| (A) | Absteiger aus der Oberliga Nord 2006/07                   |
| (N) | Aufsteiger aus der Bezirksoberliga 2006/07                |